# Маршалок примаса
Маршалок примаса (пол. Marszałek prymasa) — надвірний маршалок примасів Польщі.
Цей урядник розпоряджався двором примаса, судив справи його дворян та карав винних, проте не супроводжував свого правителя до Сенату. До 1764 року неформально відносився до державних урядників.
У раз відсутності маршалків великого коронного чи надвірного, маршалок примаса міг заміщувати їх, носячи постійно палицю-скіпетр перед королем. Тому навіть сенатори, особливо каштеляни, охоче займали цей уряд.
Маршалок примаса носив свою палицю з лівого боку (праворуч він носив розп'яття з хрестом).